# Impatiens abbatis
Impatiens abbatis är en balsaminväxtart som beskrevs av Joseph Dalton Hooker. Impatiens abbatis ingår i släktet balsaminer, och familjen balsaminväxter. Inga underarter finns listade i Catalogue of Life.